# Francesco Aglietti
Francesco Aglietti (Brescia, 1º novembre 1757 – Venezia, 3 maggio 1836) è stato un medico e letterato italiano.

## Biografia
Studiò a Padova e lavorò dal 1780 come medico a Venezia, dove rimise in onore gli studi anatomici e dove nel 1814 venne nominato protomedico del governo. Nel 1783 fondò il Giornale per servire alla storia ragionata della medicina di questo secolo e nel 1793 le Memorie per servire alla storia letteraria e civile, dirette entrambe fino al 1800. Si segnalò per la sua vasta cultura, che non si limitava all'ambito medico, estendendosi a tutte le arti umanistiche, con un particolare interesse per la letteratura tedesca.
L'orientamento delle Memorie per servire alla storia letteraria e civile era sostanzialmente conservatore e antilluministico, ma quando nel 1797 cadde la Serenissima e si instaurò in laguna la Municipalità provvisoria, Aglietti sostenne le idee democratiche, pronunciando in questo senso un Discorso politico al popolo di Murano nel medesimo anno.
Fece ricerche sulla litiasi delle arterie segnalando l'importanza delle lesioni anatomiche nella formazione degli aneurismi.
Il 19 dicembre 1790 divenne socio dell'Accademia delle Scienze di Torino.

## Opere
- 1800 – Sulla litiasi delle arterie
- 1836 – Delle lodi